# Arte contemporáneo en Bolivia
El arte contemporáneo en Bolivia es el conjunto de prácticas artísticas que emergen a finales de los años setenta en el territorio boliviano, creando una ruptura respecto al arte moderno y en las que se experimenta con diferentes medios, más allá de la pintura, la escultura, el grabado y dibujo tradicionales. En este tipo de prácticas la reflexión sobre lo que es el arte y el pensamiento crítico son esenciales.

## Antecedentes

### El Salón de los Agnósticos
Exposición presentada en 1960 en el Salón Municipal de La Paz, organizada por un grupo de jóvenes artistas con una posición crítica respecto al régimen del Movimiento Nacionalista Revolucionario. El carácter contemporáneo o experimental de las obras que se presentaron en esta exposición se materializó principalmente en su carácter efímero, en el uso de objetos de la vida cotidiana, así como en la presentación de formas alternativas a la pintura y escultura. En algunos de los títulos de las obras se evidenció su crítica política como en Estados Unidos recibe las llaves del país de Alfredo La Placa, en Reforma Agraria de Enrique Arnal, en Justicia Boliviana y Unidad Monolítica de Ted Carrasco.

## Historia
El artista visual y crítico Ramiro Garavito describe al arte contemporáneo boliviano, haciendo referencia a su historia reciente, de la siguiente manera:
El arte contemporáneo boliviano, aunque sin llamarse así, surge de un espíritu de experimentación y de rebeldía frente a los cánones y reglas del arte clásico, pero también frente a la situación política tradicionalmente signada por la arbitrariedad; ese espíritu ya estaba presente de algún modo en los años sesenta, inspirado en los ecos lejanos, también experimentales, de las vanguardias artísticas. En este periodo experimental donde se reafirman el paradigma cultural del collage; la reflexión y el concepto por encima de la forma, la belleza y el oficio; la atención a la realidad inmediata cotidiana; el rechazo al academicismo normativo; el uso abierto de la oposición figura-abstracto y de los recursos del kitsch y del arte no culto; la idea de que el propósito principal del arte ya no es la representación de realidad externa de la naturaleza, ni la realidad formal del arte, ni solo la realidad compleja del individuo, sino también la realidad de la cultura y sus incidencias políticas; etc. En este sentido, las obras de artistas como Roberto Valcárcel, Gastón Ugalde y Sol Mateo y otros con una producción más esporádica, irán configurando lo que a mediados de los noventa se llamaría “arte contemporáneo”, La reivindicación del término “arte contemporáneo” por parte de algunos artistas sobre su propio trabajo, culminara con un proyecto llamado Artefacto (1996), donde artistas como Roberto Valcarcel, Sol Mateo y Raquel Schwartz se proponen investigar “las posibilidades del arte contemporáneo rescatando aspectos sustanciales del arte prehispánico”. Por otra parte, esa reivindicación supondrá el surgimiento de una conciencia sobre lo que se estaba haciendo, lo cual reavivará la antigua polémica entre lo foráneo internacional y lo específico local, entre lo nuevo y lo tradicional, sin que existan puntos intermedios de continuidad entre ambas posiciones. Posteriormente, en el 2002, hubo otro planteamiento inédito cuando surgió el primer concurso nacional de arte específicamente contemporáneo, (CONART), impulsado por dos artistas, Angelika Heckl y Ramiro Garavito, que, desde una posición conceptual artística nítidamente contemporánea, planteaba explícitamente la necesidad de “conservar la especificidad local, en un ámbito de vigencia internacional, evitando caer en el folklorismo o en posiciones arcaizantes o nacionalismos fundamentalistas, y proponiendo mantener una posición de apropiación crítica y estratégica de los lenguajes internacionales contemporáneos.

### Hitos históricos
El Primer Festival Boliviano de Arte Experimental se llevó a cabo en la galería EMUSA en 1983. Roberto Valcárcel, uno de los organizadores del evento, describió a este tipo de arte con las siguientes frases:
- Enfoques nuevos (expansión de la temática, contenidos críticos
- Técnicas nuevas (uso experimental de materiales, medios y procedimientos)
- Acciones (eventos, procesos actuaciones visuales no tradicionales)
- Ambientes (realizaciones especiales: arquitectura, ciudad, naturaleza…)
- Conceptos (ideas, definiciones, propuestas lingüísticas –no objetuales–, etc.)
- Proyectos de obras, acciones, monumentos no tradicionales, etc.)<
- Trabajos teóricos

Las artes plásticas pueden incluir aspectos relacionados con otras actividades humanas como la arquitectura y el urbanismo, la música, el teatro, la ecología, la lingüística, la acción social, etc. sin excluir por esto sus características estéticas y su carácter artístico. 

## El panorama actual

### Eventos de arte contemporáneo

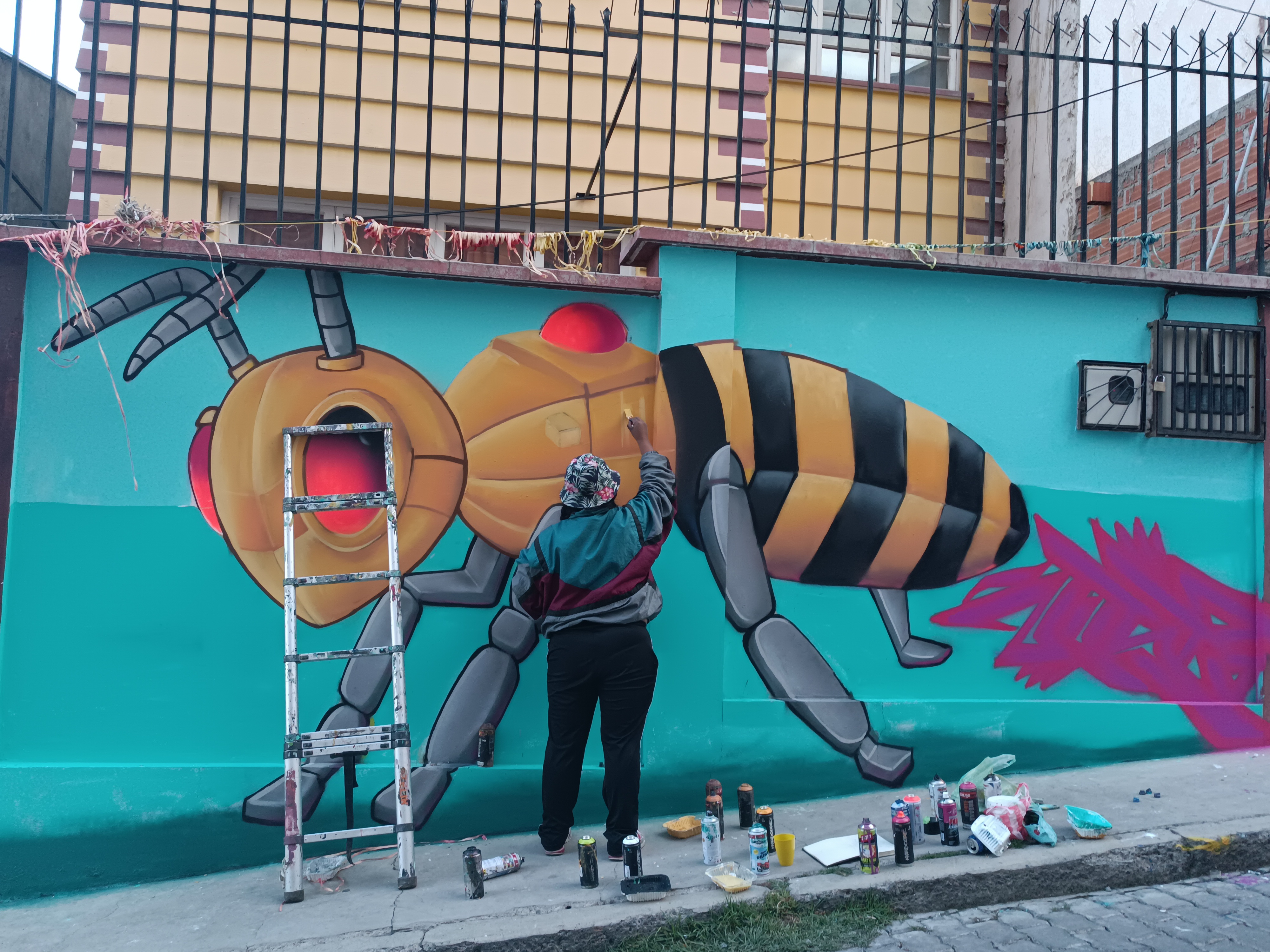
Artista de grafiti en acción.

La 'Bienal SIART' fue creada en 1999 “con el fin de acercar a Bolivia con los procesos artísticos contemporáneos que se desarrollan en el mundo”. La versión más reciente se llevó a cabo en 2016 y fue curada por Joaquín Sánchez. Las producciones artísticas de la Bienal se presentaron en el Museo Nacional de Arte, el Tambo Quirquincho, Casa de la Cultura Franz Tamayo, Espacio Simón I. Patiño, Círculo de la Unión, Artespacio CAF y Centro Cultural Museo San Francisco.

### Artistas destacados
Gastón Ugalde, nacido en La Paz en 1944, en su obra indaga en las raíces bolivianas. Trabaja con “video arte, performance, pintura, escultura, instalación, land art, fotografía y grabado”.
Roberto Valcárcel, nacido en La Paz en 1951, su obra se caracteriza por el uso de una gran diversidad de técnicas y medios. Valcárcel auto define como un "radical ecléctico" y sostiene que en su obra la idea es más importante que la imagen.

### Residencias artísticas
Kiosko es un espacio de arte contemporáneo que cuenta, desde 2007, con un programa de residencias artísticas en Santa Cruz de la Sierra. El programa está dirigido por Raquel Schwartz y tiene el objetivo “de constituir un espacio de encuentro en Bolivia y ofrecer oportunidades de intercambio para artistas, investigadores, teóricos y curadores nacionales y extranjeros.”